# Gersfeld
Gersfeld é um município da Alemanha, situado no distrito de Fulda, no estado de Hesse. Tem 89,37 km² de área, e sua população em 2019 foi estimada em 5.460 habitantes.